# Västergötlands runinskrifter 127
Runinskrift Vg 127, består av en runsten som är rest på Larvs hed, cirka 50 meter söder om landsvägen mellan Larv och Edsvära, och cirka 2 kilometer öster om Larvs kyrka i Vara kommun.

## Stenen
Runstenen består av granit, är 2,5 m hög, 1,5-1,8 m bred (nordväst-sydöst) och 0,5-0,4 m tjock.
På sydvästra sidan finns en grunt huggen runslinga  0,1-0,3 m från kanten, ett stort ringkors med palmettliknande figurer mellan armarna, samt några  runor utanför slingan i nedre nordvästra hörnet, och innanför slingan i nedre sydöstra hörnet. Runhöjden är cirka 15 cm. 
I historisk tid har stenen enligt tradition  använts som talarstol för upproriska adelsmän, i det så kallade Västgötaherrarnas uppror, då man vid ett landsting våren 1529 uppmanade allmogen att avsätta Gustav Vasa.

## Inskriften
Translitterering av runraden:
uliʀ : risþi : uk : askatla : stin : þensi : eftiʀ : kunar : sun : sygtry(g)s : trik : kuþan : kuþ : trutin : biargi : ut : hans
Normalisering till runsvenska:
Alveʀ(?)/Ølveʀ(?) ræisti, ok Askatla, stæin þennsi æftiʀ Gunnar, sun Sigtryggs, dræng goðan. Guð drottinn biargi and hans.
Översättning till nusvenska:
Ölver och Åskatla reste denna sten efter Gunnar, Sigtryggs son, en god ung man. Herren Gud bärge hans ande.